# Sympa Cool
Sympa Cool, auparavant ET BIM, est un collectif audiovisuel fondé par Ambroise Carminati et Andréa Vistoli, deux anciens élèves de l'École internationale de création audiovisuelle et de réalisation. Le collectif propose principalement du contenu vidéo sur sa chaîne principale à travers plusieurs séries comme Cocovoit ou Le Réseau. Il est également à l'origine du spectacle de Stand-up Ambroise et Xavier, mettant en scène Ambroise Carminati et Xavier Lacaille. En 2024, Sympa Cool participe par ailleurs à la création du programme court Jibé et Lucien en coulisses, intégré à l'émission quotidienne C à Vous, sur France 5.
Concernant la production des contenus vidéo, Sympa Cool est souvent associé à la société de production qui se nomme toujours ET BIM, ainsi qu'à la société Jeff & Octave.

## Historique
En 2012, le collectif alors nommé ET BIM poste sa première vidéo intitulée Mon frère et moi : merci Facebook !, installant un ton satirique présent dans beaucoup de créations du collectif. 
Ce ton satirique et grinçant se retrouve par exemple dans la série Les Podcasts de Marius dont le premier épisode est publié en 2015, parodiant de manière angoissante le format du podcast vidéo. Le court-métrage Darfimbabour,(2016), inspiré de la série de bande dessinée Rubrique-à-brac de Gotlib où le spectacle de la médiatisation est caricaturé, en est également l'illustration. 
Leur premier long-métrage La Règle du Jeu, sorti en 2017, par financement participatif[source secondaire nécessaire], fait référence au film homonyme de Jean Renoir de 1939. 
Par le slogan « Tirer l’humanité vers le haut », leurs créations vidéos ont pour but de faire réfléchir le spectateur. Le collectif montre son engagement sur des questions d'actualités à travers son contenu comme la websérie satirique Johnny Hunter, chasseur de migrants, réalisée pour la campagne de Médecins sans frontières contre la gestion de la crise migratoire par l'Union européenne en 2016[source secondaire souhaitée].
De 2016 jusqu'en 2019, ils co-produisent avec Les Parasites la série télévisée humoristique Cocovoit pour Comédie+ qui fait la renommée du collectif. La websérie est notamment nommée au festival de Luchon 2018 pour le prix de la meilleure websérie[source secondaire souhaitée]. Avec environ 300 épisodes produits sur cette période, cette série fait connaître les acteurs et le collectif à un plus large public[source secondaire souhaitée].
En novembre 2020, le collectif développe la websérie humoristique Bidules, écrite par et avec Ambroise Carminati, Jules Dousset et Liam Ortelsberg entre autres. Elle consiste en des minis-sketchs alliant des prises de vue réelles et des séquences animées.
Le collectif est à l'origine du spectacle Ambroise et Xavier qui se produira de 2018 à 2024. Mêlant le Stand-up au théâtre, le spectacle met en scène Ambroise Carminati et Xavier Lacaille et est écrit par ces derniers, avec la collaboration de Bruno "Navo" Muschio. Le duo d'Ambroise et Xavier est alors au centre d'une série de vidéos humoristiques permettant de présenter les personnages et de promouvoir le spectacle[source secondaire souhaitée].
En 2022, la chaîne Cocovoit où étaient rediffusés tous les épisodes de la série éponyme se transforme en Sympa Cool, et la chaîne ET BIM en Sympa Cool Inside[source secondaire souhaitée]. 
Depuis 2022, deux nouvelles séries ont fait leur apparition sur la chaîne[source secondaire nécessaire] : Le Réseau, où l'on suit des personnages dans des situations loufoques à travers des appels en visioconférence et Damoiselle, initié par Ambre Larrazet et Queenie Tassell et qui parodie les « tutos beauté » à travers différentes époques de l'histoire.
En plus de ces 2 séries et d'autres sketchs indépendants, la série Cocovoit fait son retour en décembre 2022[source secondaire souhaitée], cette fois-ci en auto-production et uniquement diffusée sur Youtube.
En 2024, un nouveau programme court Jibé et Lucien en coulisses met en scène une nouvelle fois le duo d'Ambroise Carminati et Xavier Lacaille. La séquence apparaît à la fin de l'émission quotidienne C à Vous pendant laquelle Jibé et Lucien, présentés comme des stagiaires qui évoluent dans l'équipe de la quotidienne, provoquent et font face à des situations comiques, un peu à la manière de nouveaux Gaston Lagaffe.

## Composition récurrente
- Scénario : Ambroise Carminati, Jules Dousset, Liam Ortelsberg, Bastien Ughetto, Queenie Tassell, Ambre Larrazet, Camille Fievez
- Réalisation : Ambroise Carminati, Thomas Métivier, Queenie Tassell, Ambre Larrazet
- Assistance réalisation : Guillaume Desjardins
- Production : Ambroise Carminati, Andréa Vistoli
- Directeur de production : Matthieu Barbaray
- Image : Clémence Plaquet, Emma Salomon, Léo Bréant
- Musique : Edouard Joguet, Mehdi Major
- Montage : Alexandra Mignien, Stéphane Rives, Solal Moisan, Emile Bénard, Samuel Meyvial-Yzidée
- VFX : Diego Froment
- Comédiens : Ambroise Carminati, David Brenot, Liam Ortelsberg, Bastien Ughetto, Jules Dousset, Mathieu Lardier, Noémie Chiceportiche, Xavier Lacaille, Camille Herrera, Camille Fievez, Ambre Larrazet, Johann Cuny

## SérieMarius, les podcasts de l’angoisse
- 2015 : La Pâte à Prout
- 2015 : Draguer une Fille
- 2015 : La Piscine
- 2016 : Le Bac Philo
- 2016 : Draw My Life
- 2017 : Les Vestiaires
- 2018 : Le Festival de Cannes
- 2019 : Le Covoiturage
- 2019 : On prank un Call Center
- 2019 : Top 10 : WhatsApp
- 2023 : Je régale mes potes
- 2024 : Les bas-fonds de Youtube (React)

## Autres créations
Cette section ne s'appuie pas, ou pas assez, sur des sources secondaires ou tertiaires indépendantes du sujet. Le texte peut contenir des analyses inexactes ou inédites de sources primaires.
Pour l'améliorer, ajoutez-en, ou placez des modèles {{Source secondaire souhaitée}} ou {{Source secondaire nécessaire}} sur les passages mal sourcés. (février 2025)
- 2012 : Mon frère et moi : merci Facebook !
- 2014 : Le jour du permis / Merci Facebook
- 2014 : La Première Fois
- 2015 : Dans Mon Monde - La Pub Originale
- 2017 : La Règle du jeu
- 2017 : Je suis comme les autres (Nikon Film Festival)
- 2018 : Je suis abstrait[12](Nikon Film Festival)
- 2018 - 2024 : Ambroise et Xavier (Spectacle)
- 2019 : Je suis fermé (Nikon Film Festival)
- 2022 - 2024 : Le Réseau (50 épisodes)
- depuis 2016 : Cocovoit
- depuis 2023 : Damoiselle
- depuis 2024 : Jibé et Lucien en coulisses